# Jörg Konrad Hoensch
Jörg Konrad Hoensch (8. září 1935, Bruntál – 24. března 2001) byl německý bohemista, historik a univerzitní profesor.
Ve svých výzkumech se věnoval především dějinám středověku a dějinám střední Evropy. Vyrůstal na Moravě a ve Slezsku, jeho otec pocházel ze Spiše. Po druhé světové válce byla Jörgova rodina přesídlena do americké okupační zóny Německa. Od roku 1971 až do své emerituty vedl Katedru pro východoevropské dějiny na sárské univerzitě v Saarbrücken. Jeho velkým přítelem a spolupracovníkem byl Reinhard Schneider, se kterým se měsíc před svou smrtí rozloučil na poslední společné přednášce a ukončil tak svou učitelskou činnost. Současně byla s jeho odchodem rozpuštěna Katedra východoevropských dějin. Hoensch patřil k nejvýznamnějším novodobým expertům zabývající se dějinami východní Evropy.

## Dílo
Knihy a články publikoval v Německu, Maďarsku, Slovensku i v Čechách. Mezi nejvýznamnější a nejzajímavější díla patří biografie tří českých králů, Přemysla Otakara II., Zikmunda Lucemburského a Matyáše Korvína.
- Die Slowakei und Hitlers Ostpolitik. Hlinkas Slowakische Volkspartei zwischen Autonomie und Separation 1938/1939. Köln 1965. [Slovensko a Hitlerova východná politika: Hlinkova slovenská ľudová strana medzi autonómiou a separatizmom 1938-1939. Bratislava 2001.]
- Geschichte der Tschechoslowakischen Republik 1918-1965. Stuttgart 1966.
- Der ungarische Revisionismus und die Zerschlagung der Tschechoslowakei. Tübingen 1967.
- Sozialverfassung und politische Reform. Polen im vorrevolutionären Zeitalter. Köln u.a. 1973.
- Sowjetische Osteuropa-Politik 1945-1975. Düsseldorf 1977.
- Geschichte Ungarns 1867-1983. Stuttgart 1984.
- Geschichte Böhmens : Von der slavischen Landnahme bis ins 20. Jahrhundert. München 1987.
- Přemysl Otakar II. von Böhmen: Der goldene König. Graz-Wien 1989.
- Geschichte Polens. Stuttgart 1990.
- Ungarn: Handbuch: Geschichte, Politik, Wirtschaft. Hannover 1991.
- Kaiser Sigismund. Herrscher an der Schwelle zur Neuzeit 1368 - 1437. München 1996.
- Matthias Corvinus. Diplomat, Feldherr und Mäzen.. Graz 1998.
- Judenemanzipation - Antisemitismus - Verfolgung in Deutschland, Österreich-Ungarn, den böhmischen Ländern und in der Slowakei. Essen 1999.
- Die Luxemburger. Stuttgart 2000. [Lucemburkové: pozdněstředověká dynastie celoevropského významu 1308-1437. Praha 2003.]